# Université Narendra Dev d'agriculture et de technologie
L'Université Narendra Dev d'agriculture et de technologie est une université d'État en Inde située à Kumarganj, District de Faizabad  dans l’État d’Uttar Pradesh.

## Histoire
Elle est nommée en mémoire de Narendra Deva.